# Comuna Valea Iașului, Argeș
Valea Iașului este o comună în județul Argeș, Muntenia, România, formată din satele Bădila, Bărbălătești, Borovinești, Cerbureni, Mustățești, Ruginoasa, Ungureni, Valea Iașului (reședința) și Valea Uleiului.

## Așezare
Comuna se află în nord-vestul județului, pe malul stâng al Argeșului, la poalele Dealului Chiciora. Este străbătută de șoseaua națională DN73C, care leagă Curtea de Argeș de Câmpulung.

## Istorie
La sfârșitul secolului al XIX-lea, comuna purta numele de Cerbureni-Iașul, făcea parte din plasa Argeșul a județului Argeș și era formată din satele Bărbălotești, Boroghinești, Cerbureni, Doblea, Ruginoasa și Valea Iașului, cu o populație de 1150 de locuitori. În comună funcționau patru biserici, o școală de fete și una de băieți. Anuarul Socec din 1925 o consemnează în aceeași plasă, cu numele de Cerbureni, având 2102 locuitori în satele Bărbătești, Borovinești, Cerbureni, Mustățești, Ungureni, Valea Iașului și Valea Uleiului. În 1931, a luat numele de Valea Iașului.
În 1950, comuna a fost transferată raionului Curtea de Argeș din regiunea Argeș. În 1950, a revenit la județul Argeș, reînființat.

## Monumente istorice
În comuna Valea Iașului se află monumentul istoric de arhitectură de interes național biserica de lemn „Sf. Ioan Botezătorul” din satul Bărbălătești, construcție datând din 1801.
În rest, un singur obiectiv din comună este inclus în lista monumentelor istorice din județul Argeș ca monument de interes local: biserica „Adormirea Maicii Domnului” din Valea Iașului, datând din 1855 și clasificată ca monument de arhitectură.

## Demografie
Componența etnică a comunei Valea Iașului
     Români (84,81%)
     Alte etnii (0,08%)
     Necunoscută (15,11%)
Componența confesională a comunei Valea Iașului
     Ortodocși (82,8%)
     Alte religii (1,4%)
     Necunoscută (15,8%)
Conform recensământului efectuat în 2021, populația comunei Valea Iașului se ridică la 2.436 de locuitori, în scădere față de recensământul anterior din 2011, când fuseseră înregistrați 2.533 de locuitori. Majoritatea locuitorilor sunt români (84,81%), iar pentru 15,11% nu se cunoaște apartenența etnică. Din punct de vedere confesional, majoritatea locuitorilor sunt ortodocși (82,8%), iar pentru 15,8% nu se cunoaște apartenența confesională.

## Politică și administrație
Comuna Valea Iașului este administrată de un primar și un consiliu local compus din 11 consilieri. Primarul, Cristian Enescu[*], de la Partidul Social Democrat, este în funcție din octombrie 2020. Începând cu alegerile locale din 2024, consiliul local are următoarea componență pe partide politice:
|  | Partid                          | Consilieri | Componența Consiliului | Componența Consiliului | Componența Consiliului | Componența Consiliului | Componența Consiliului |
|  | ------------------------------- | ---------- | ---------------------- | ---------------------- | ---------------------- | ---------------------- | ---------------------- |
|  | Partidul Social Democrat        | 5          |                        |                        |                        |                        |                        |
|  | Alianța pentru Unirea Românilor | 2          |                        |                        |                        |                        |                        |
|  | Partidul Național Liberal       | 2          |                        |                        |                        |                        |                        |
|  | Alianța Dreapta Unită           | 2          |                        |                        |                        |                        |                        |